# Postpoetry.NRW

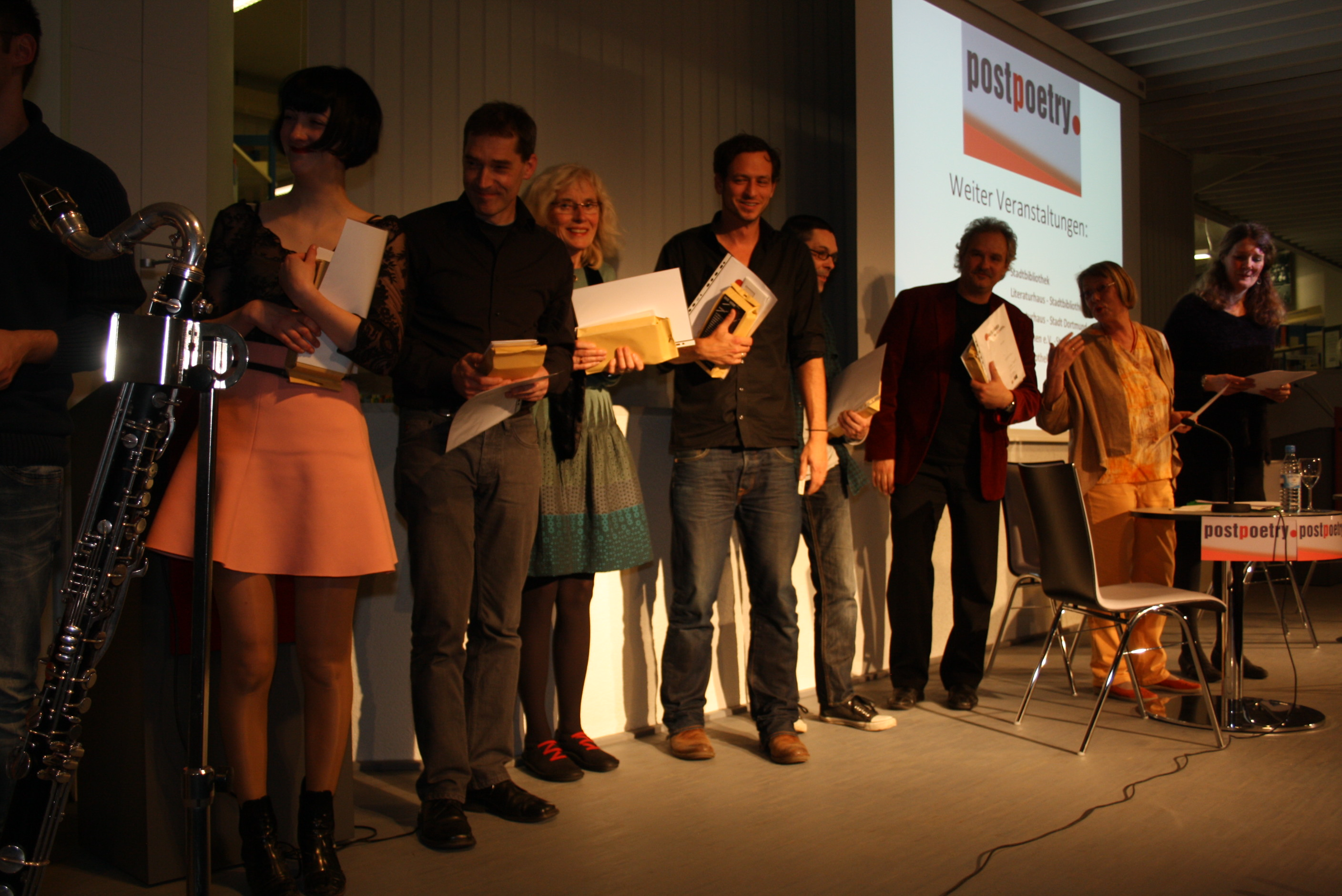
postpoetry.NRW 2014 Preisverleihung Stadtbüchereien Düsseldorf

postpoetry.NRW ist ein Lyrikprojekt der Gesellschaft für Literatur in NRW. Gefördert werden soll mit dem Wettbewerb die Lyrikszene in Nordrhein-Westfalen und besonders die Zusammenarbeit von erfahrenen Lyrikern mit Nachwuchsautoren. Konzipiert und betreut wurde postpoetry.NRW in den Jahren 2010 bis 2020 von Monika Littau. Von 2021 bis 2023 leitete Marion Gay das Projekt.
Eine Fachjury entscheidet anhand der eingereichten Texte über die Preisträger. Neben einer Veröffentlichung auf künstlerisch gestalteten Postkarten, Organisation von Lesungen und Veranstaltungen werden die Preisträger mit einem Preisgeld bedacht. Gefördert wird der Preis unter anderem durch das Ministerium für Familie, Kinder, Jugend, Kultur und Sport des Landes Nordrhein-Westfalen, durch den Verband deutscher Schriftsteller (Landesverband NRW), durch die Kunststiftung NRW und durch die Gesellschaft für Literatur in Nordrhein-Westfalen.
2022 und 2023 erschien die Edition postpoetry.NRW: ein poetischer Dialog zwischen einem Lyriker und einem Nachwuchsautor. Band 1: „Vom Atem der Oneironauten“, Harald Kappel und Meike Wanner, Daedalus Verlag Münster. Band 2: „Das Vorbeiziehen der Schrebergärten“, Frank Lingnau und Amanda Herbster, Daedalus Verlag Münster. Die Edition wurde betreut und herausgegeben von Marion Gay.

## Preisträger Lyriker NRW
- 2011 Marius Hulpe (Soest/Berlin), Christoph Wenzel (Aachen), Jovan Nikolić (Köln), Ralf Thenior (Dortmund), Marie T. Martin (Köln)
- 2012 Bärbel Klässner (Essen), Thorsten Krämer (Köln), Helmut Opitz (Bielefeld), Hermann Josef Schüren (Aachen), Gerrit Wustmann (Kerpen)
- 2013 Eva Boßmann (Aachen), Manfred Sestendrup (Dülmen), Bärbel Klässner (Essen), Walter Wehner (Iserlohn), Anke Glasmacher (Köln)
- 2014 Christoph Danne (Köln), Dominik Dombrowski (Bonn), Jürgen Flenker (Münster), Marcus Neuert (Minden), Liesel Willems (Krefeld)
- 2015 Willi Achten (Aachen), Guy Helminger (Köln), Thomas Kade (Dortmund), Adrian Kasnitz (Köln), Karin Posth (Köln)
- 2016 Silke Andrea Schuemmer (Aachen/Berlin), Jürgen Brôcan (Göttingen/Dortmund), Jan Skudlarek (Hamm/Berlin), Ingeborg Brenne-Markner (Menden/Sankt Augustin), Sebastian Polmans (Mönchengladbach/Niederkrüchten)
- 2017 Rolf Birkholz (Gütersloh), Philipp Blömeke (Bochum), Annette Hagemann (Hannover/Münster), David Krause (Kerpen), Bastian Schneider (Köln/Wien)
- 2018 Klára Hůrková (Prag/Aachen), Simone Scharbert (Aichach/Erftstadt), Sigune Schnabel (Filderstadt/Düsseldorf), Lea Schneider (Köln/Berlin), Amir Shaheen (Lüdenscheid/Köln)
- 2019 Ingeborg Brenne-Markner (Bonn), Marion Gay (Hamm), Johanna Hansen (Düsseldorf), Thomas Kade (Dortmund), Harald Kappel
- 2021 Dominik Dombrowski (Bonn), Frank Lingnau (Münster), Thomas Josef Wehlim (Witten/Leipzig)
- 2022 Jennifer de Negri (Köln), Marcus Neuert (Minden), Thorsten Krämer (Wuppertal)

## Nachwuchspreisträger
- 2010 Hendrik Achten (Aachen), Apolonia Gottwald (Wachtendonk), Alexandra Krapf (Köln), Sandra Martelok (Monheim), Nadine Müller (Troisdorf), Christiane Reinert (Bonn), Lara Theobalt (Solingen), Isabell Trinh (Bad Honnef), Alexander Weinstock (Köln)
- 2011 Annina Brell (Kleve/Mainz), Sarah Gerwens (Dortmund), Apolonia Gottwald (Wachtendonk), Lea Beiermann (Düsseldorf), Anna-Kristine Linke (Essen/Hommelvik, Norwegen)
- 2012 Susanne Romanowski (Hamm), Jason Bartsch (Solingen), Rhea Simone Winand (Bergisch Gladbach/Solingen), Eva Freyschmidt (Düren), Lina Hacker (Münster/Bonn)
- 2013 Galieza Kötterheinrich (Steinfurt), Lisa Möller (Leverkusen), Sirka Elspaß (Dinslaken/Hildesheim), Verena Kramer (Münster), Christiane Reinert (Bonn/Aachen)
- 2014 Franka Niebeling (Solingen), Anna Maria Reiter (Bonn), Jenny Weiß (Bonn), Jenny Winter (Schwalmtal), Marvin Grabler (Essen)
- 2015 Charlotte Dresen (Köln), Sarah Marie Meinert (Oerlinghausen), Giuliano Francesco Spagnolo (Köln), Sascha Nikolskyy (Bonn), Jing Wu (Dortmund)
- 2016 Marie Illner (Bochum), Felix Güßfeld (Köln), Tamara Malcher (Münster), Thang Toan Nguyen (Solingen), Meike Wanner (Kaarst)
- 2017 René Kartes (Münster), Ada Charlotte Kilfitt (Bochum), Johanna Mack (Lünen), Sophie Rebentisch (Münster), Mirjam Wittig (Witten)
- 2018 Florian Kranz (Leverkusen), Sven Spaltner (Herzogenrath), Pauline van Gemmern (Langenfeld/Leipzig), Jonas Wagner (Oerlinghausen), Lea Weiß (Bonn/Jena)
- 2019 Michelle Giering (Unna), Josephine Kullat (Düsseldorf), Karoline Marliani (Schwalmtal), Lisa Polster (Köln), Meike Wanner (Köln)
- 2021 Amanda Herbster (Düsseldorf), Ronja Lobner (Petershagen), Sven Spaltner (Köln)
- 2022 Charlotte Florack (Leipzig), Lena Riemer (Düsseldorf), Rabea Chatha (Düsseldorf), Elena Nahen (Bonn)